# Bjärka-Säby järnvägsstation

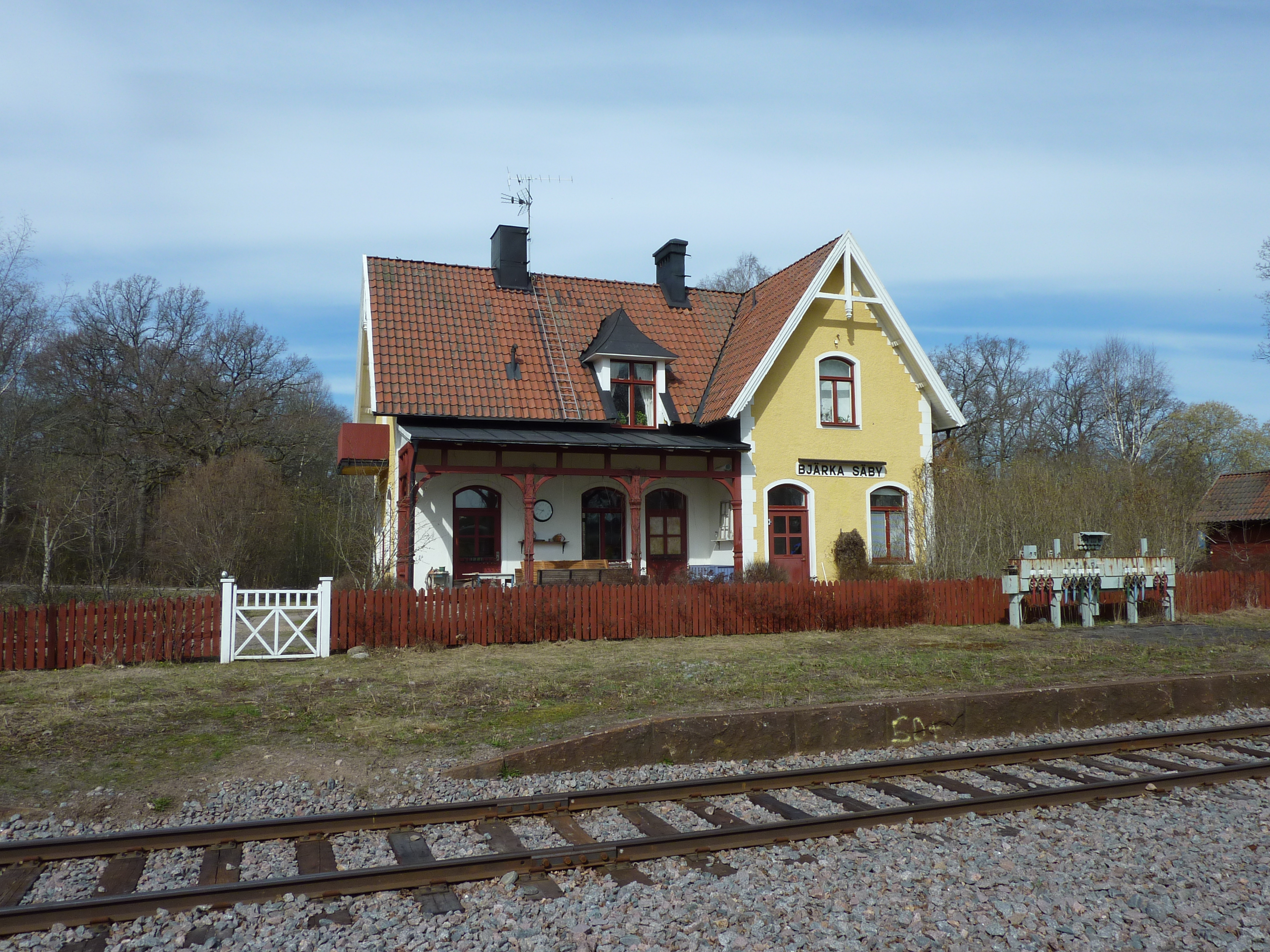
Järnväg i Bjärka-Säby

Bjärka-Säby järnvägsstation är en järnvägsstation utan persontrafik i södra delen av Linköpings kommun, vid platsen där Tjustbanan förenas med Stångådalsbanan. Stationsbyggnaden, som var bemannad fram till början av 1990-talet, ligger vid småorten Bjärka-Säby, nära Bjärka-Säby slott med samma namn. Tågen stannar dock inte längre vid stationen, sedan en rad uppehåll längs Tjust- och Stångådalsbanorna drogs in i början av 2000-talet.